# Barbara Murray
Pour les articles homonymes, voir Murray.
Barbara Murray est une actrice britannique, de son nom complet Barbara Ann Murray, née le 27 septembre 1929 à Londres (Angleterre) et morte le 20 mai 2014.

## Biographie
Barbara Murray débute au théâtre et au cinéma vers la fin des années 1940. Sur les planches, elle joue notamment à Bath (Angleterre) et dans sa ville natale, entre autres aux côtés de Cathleen Nesbitt et Richard Todd. Au grand écran, elle contribue à une trentaine de films britanniques, entre 1948 et 1999. 
Parmi ses films notables, citons Passeport pour Pimlico d'Henry Cornelius (1949, avec Stanley Holloway), Jezebel d'Irving Rapper (1951, avec Bette Davis et Gary Merrill), ou encore Maldonne pour un espion d'Anthony Mann et Laurence Harvey (1968, avec Laurence Harvey, Tom Courtenay et Mia Farrow).
Pour la télévision, de 1950 à 1996, Barbara Murray participe à trois téléfilms et surtout, à trente-sept séries, dont Le Saint (deux épisodes, 1963-1964) et Doctor Who (deux épisodes, 1982).

## Filmographie partielle

### Au cinéma
- 1949 : Don't Ever Leave Me d'Arthur Crabtree
- 1949 : Passeport pour Pimlico (Passport to Pimlico) d'Henry Cornelius
- 1949 : Boys in Brown de Montgomery Tully
- 1950 : Tony draws a Horse de John Paddy Carstairs
- 1951 : Jezebel (Another Man's Poison) d'Irving Rapper
- 1951 : Mystery Junction de Michael McCarthy
- 1952 : The Frightened Man de John Gilling
- 1953 : Au coin de la rue (Street Corner) de Muriel Box
- 1953 : Meet Mr. Lucifer d'Anthony Pelissier
- 1957 : Toubib en liberté (Doctor at Large) de Ralph Thomas
- 1957 : La Vallée de l'or noir (Campbell's Kingdom) de Ralph Thomas
- 1958 : A Cry from the Streets de Lewis Gilbert
- 1963 : Docteur en détresse (Doctor in Distress) de Ralph Thomas
- 1968 : Maldonne pour un espion (A Dandy in Aspic) d'Anthony Mann et Laurence Harvey
- 1972 : Histoires d'outre-tombe (Tales from the Crypt), film à sketches de Freddie Francis, segment 4 Wish you were Here

### À la télévision (séries)
- 1960 : Destination Danger (Danger Man)
  - Saison 1, épisode 12 Deux sœurs (The Sisters)
- 1963-1964 : Le Saint (The Saint)
  - Saison 2, épisode 8 Iris (1963) de John Gilling et épisode 21 Produit de beauté (The Good Medicine) de Roy Ward Baker
- 1969 : Département S (Department S)
  - Saison unique, épisode 17 Où se cache Christopher Lomax ? (Dead Men die Twice) de Ray Austin
- 1971 : Jason King
  - Saison unique, épisode 13 Une rose rouge à la main (A Red Rose Forever)
- 1973 : L'Aventurier (The Adventurer)
  - Saison unique, épisode 21 La Veuve pas tellement joyeuse (The Not-So Merry Widow)
- 1982 : Doctor Who
  - Saison 19, épisodes 17 et 18 « Black Orchid », Parties I & II

## Théâtre (sélection)
- 1962 : Playing with Fire (Leka med elden) d'August Strindberg et La Collection (The Collection) d'Harold Pinter (à Londres)
- 1968 : Justice de John Galsworthy, avec Eric Portman (à Londres)
- 1975-1976 : Les Uns chez les autres (How the Other Half loves) d'Alan Ayckbourn (à Bath)
- 1978-1979 : Les Papiers d'Aspern (The Aspen Papers), adaptation de Michael Redgrave, d'après la nouvelle éponyme d'Henry James, avec Cathleen Nesbitt (à Bath)
- 1982-1983 : Nighteap de Francis Durbridge (à Bath)
- 1984-1985 : Two into One de Ray Cooney, avec Lionel Jeffries (à Londres)
- 1985-1986 : The Amorous Prawn d'Anthony Kimmins (à Bath)
- 1989-1990 : La Toile d'araignée (Spider's Web) d'Agatha Christie (à Bath)
- 1993 : Getting Married de George Bernard Shaw, avec Tony Britton (à Bath et Chichester)
- 1994-1995 : Retour à Brideshead (Brideshead revisited), adaptation  de Roger Parsley, d'après le roman éponyme d'Evelyn Waugh, avec Richard Todd (à Bath)
- 1997-1998 : Un mari idéal (An Ideal Husband) d'Oscar Wilde, avec Christopher Cazenove, Richard Todd (à Londres)